# Pedregal (paroisse civile)
Pour les articles homonymes, voir Pedregal.
Pedregal est l'une des cinq paroisses civiles de la municipalité de Democracia dans l'État de Falcón au Venezuela. Sa capitale est Pedregal, chef-lieu de la municipalité.

## Géographie

### Démographie
Hormis sa capitale Pedregal, la paroisse civile comporte plusieurs localités dont :
- El Derrame
- La Meseta de Pedregal
- Las Cruces
- Las Guarabas
- Pedregal
- San Fernando